# Az Angry Birds Stella epizódjainak listája
Ez a szócikk az Angry Birds Stella című sorozat epizódjait listázza.

## Évados áttekintés
| Évad | Évad | Epizód | Eredeti sugárzás  | Eredeti sugárzás  | DVD-megjelenés dátuma (1-es régió) |
| Évad | Évad | Epizód | Évadpremier       | Évadfinálé        | DVD-megjelenés dátuma (1-es régió) |
| ---- | ---- | ------ | ----------------- | ----------------- | ---------------------------------- |
|      | 1    | 13     | 2014. november 1. | 2015. január 24.  | 2015. december 1.                  |
|      | 2    | 13     | 2015. október 9.  | 2016. március 11. | 2016. március 1.                   |

## Évadok

### 1. évad
| #   | #   | Eredeti cím              | Rendező(k)         | Író(k)                               | Eredeti bemutató   |
| --- | --- | ------------------------ | ------------------ | ------------------------------------ | ------------------ |
| 1.  | 1.  | A Fork in the Friendship | Kari Juusonen      | Anastasia Heinzl                     | 2014. november 1.  |
| 2.  | 2.  | Bad Princess             | Kari Juusonen      | Anastasia Heinzl, Bernice Vanderlaan | 2014. november 8.  |
| 3.  | 3.  | The Golden Egg           | Meruan Salim       | Anastasia Heinzl                     | 2014. november 15. |
| 4.  | 4.  | Rock On!                 | Meruan Salim       | Anastasia Heinzl                     | 2014. november 22. |
| 5.  | 5.  | The Runaway              | Meruan Salim       | Amy Mass                             | 2014. november 29. |
| 6.  | 6.  | All That Glitters        | Avgousta Zourelidi | Bernice Vanderlaan                   | 2014. december 6.  |
| 7.  | 7.  | Pig Power                | Ami Lindholm       | Amy Mass                             | 2014. december 13. |
| 8.  | 8.  | Own the Sky              | Avgousta Zourelidi | Bernice Vanderlaan                   | 2014. december 20. |
| 9.  | 9.  | The Prankster            | Ami Lindholm       | Amy Mass                             | 2014. december 27. |
| 10. | 10. | Piggy Love               | Meruan Salim       | Anastasia Heinzl                     | 2015. január 3.    |
| 11. | 11. | The Portrait             | Avgousta Zourelidi | Bernice Vanderlaan                   | 2015. január 10.   |
| 12. | 12. | Don't Steal My Birthday! | Ami Linholm        | Amy Mass                             | 2015. január 17.   |
| 13. | 13. | To The Bitter End        | Meruan Salim       | Bernice Vanderlaan                   | 2015. január 24.   |

### 2. évad
| #   | #   | Eredeti cím        | Rendező(k)         | Író(k)             | Eredeti bemutató                        |
| --- | --- | ------------------ | ------------------ | ------------------ | --------------------------------------- |
| 14. | 1.  | New Day            | Avgousta Zourelidi | Bernice Vanderlaan | 2015. október 9.                        |
| 15. | 2.  | Friends Whenever   | Ami Lindholm       | Bernice Vanderlaan | 2015. október 9.                        |
| 16. | 3.  | Night of the Bling | Ami Lindholm       | Bernice Vanderlaan | 2015. október 23.                       |
| 17. | 4.  | Step It Up         | Meruan Salm        | Bernice Vanderlaan | 2015. november 6.                       |
| 18. | 5.  | Camp Scary         | Avgousta Zourelidi | Amy Mass           | 2015. november 20.                      |
| 19. | 6.  | It's Mine!         | Ami Lindholm       | Amy Mass           | 2015. november 22.                      |
| 20. | 7.  | Royal Pains        | Avgousta Zourelidi | Bernice Vanderlaan | 2015. december 18.                      |
| 21. | 8.  | The Storm          | Meruan Salim       | Amy Mass           | 2016. január 1.                         |
| 22. | 9.  | The Golden Queen   | Meruan Salim       | Amy Mass           | 2016. január 15.                        |
| 23. | 10. | Gilded Cage        | Kari Juusonen      | Anastasia Heinzi   | 2016. január 29.                        |
| 24. | 11. | Premonition        | Ami Lindholm       | Amy Mass           | 2016. február 12.                       |
| 25. | 12. | Last Bird Standing | Meruan Salim       | Anastasia Heinzi   | 2016. február 26.                       |
| 26. | 13. | You Asked For It   | Meruan Salim       | Bernice Vanderlaan | 2016. március 1. (DVD) 2016. március 1. |